# 贝尔兹陨击坑
贝尔兹陨击坑（Belz）是火星欧克西亚沼区的一座撞击坑，中心坐标位于北纬21.57度、西经43.23度，直径10.21公里（6.34英里），1976年，国际天文联合会行星系统命名工作组以乌克兰利沃夫州贝尔兹市命名了它。

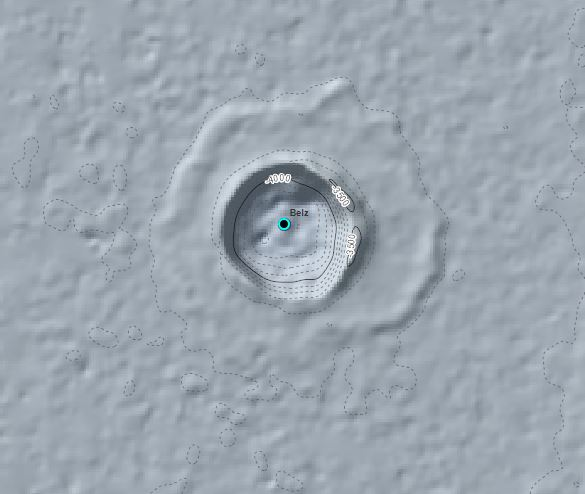
由 RedMapper 绘制的贝尔兹陨击坑地形图。